# Henry McLeish

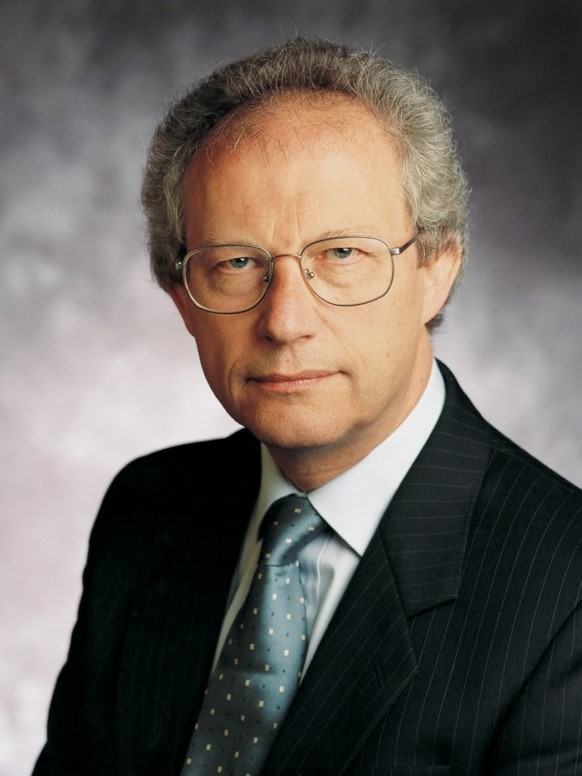
Henry McLeish

Henry Baird McLeish (Methil, 15 juni 1948) was van 26 oktober 2000 tot 8 november 2001 minister-president (First Minister) van de regionale regering van Schotland. Hij is lid van de Scottish Labour Party en tussen 1987 en 2003 was hij lid van het Schots Parlement.